# 5337 Aoki
5337 Aoki (1991 LD) là một tiểu hành tinh nằm phía ngoài của vành đai chính được phát hiện ngày 6 tháng 6 năm 1991 bởi S. Otomo và Muramatsu ở Kiyosato.